# Esconites
L'esconite (gen. Esconites) è un anellide estinto, appartenente ai policheti. Visse nel Carbonifero medio (circa 320 milioni di anni fa) e i suoi resti sono stati ritrovati in Nordamerica, nel famoso giacimento di Mazon Creek (Illinois).

## Descrizione
Le dimensioni di questo animale erano notevoli se rapportate a quelle di molti altri policheti: la lunghezza raggiungeva infatti i 15 centimetri. Il corpo era suddiviso in numerosi segmenti (fino a 80) e molto allungato. Sulla testa erano presenti numerose appendici, costituite da due palpi e cinque antenne. L'apparato boccale era formato da due mandibole a forma di ala e da mascelle con numerose placchette chitinose. I parapodi erano biramati: nella parte anteriore del corpo il ramo superiore era costituito da branchie a forma di pettine.

## Classificazione
L'esconite è un tipico rappresentante dei policheti, un gruppo di anellidi comparso nel Cambriano inferiore (circa 520 milioni di anni fa). In particolare, Esconites assomiglia molto a forme attuali come Eunice. Una delle specie più note di Esconites è E. zelus, proveniente dal giacimento di Mazon Creek. Un'altra forma simile, Eunicites, è nota in terreni del Mesozoico.

## Stile di vita
L'esconite era un predatore, come testimoniato dall'imponente apparato mascellare. È probabile, tuttavia, che questo animale fosse predato da numerosi altri organismi, come pesci ossei primitivi e squali; sono state infatti rinvenute feci fossili di vertebrati contenenti mascelle di Esconites.